# Robert Kidiaba Muteba
Robert Kidiaba Muteba   (Lubumbashi, 1 de febrer de 1976) és un exfutbolista de la República Democràtica del Congo de la dècada de 2000.
Fou internacional amb la selecció de futbol de la República Democràtica del Congo.
Pel que fa a clubs, destacà a TP Mazembe.